# Synallaxini
Synallaxini es una tribu de aves paseriformes perteneciente a la familia Furnariidae que incluye a 25 géneros con alrededor de 145 especies nativas de la zona neotropical, donde se distribuyen desde el sur de México, a través de América Central y del Sur, hasta Tierra del Fuego en el extremo sur de Argentina y Chile, incluyendo el archipiélago de Juan Fernández. Esta tribu es un numeroso y muy diverso grupo de aves insectívoras que se encuentran en diversos tipos de hábitat. Ninguna especie es particularmente colorida, predominando los colores pardos y rufos, varias especies son bastante notorias, mientras muchas son muy furtivas, a pesar de que las vocalizaciones son en general altas y distintivas. La identificacíon de muchas puede ser bastante difícil.

## Etimología
El nombre de la tribu deriva del género tipo: Synallaxis Vieillot, 1818, que etimológicamente puede derivar del griego «συναλλαξις sunallaxis, συναλλαξεως sunallaxeōs»: intercambio; tal vez porque el creador del género, Vieillot, pensó que dos ejemplares de características semejantes del género podrían ser macho y hembra de la misma especie, o entonces, en alusión a las características diferentes que garantizan la separación genérica; una acepción diferente sería que deriva del nombre griego «Synalasis», una de las ninfas griegas Ionides.

## Taxonomía
El Comité de Clasificación de Sudamérica (SACC) propuso y aprobó dividir a la familia Furnariidae en tres subfamilias: Sclerurinae, basal a todos los furnáridos, Dendrocolaptinae (los trepatroncos) y Furnariinae; posteriormente se reorganizó la secuencia linear de géneros de acuerdo con los amplios estudios filogenéticos de Derryberry et al. (2011). También se propone dividir a Furnariinae en cinco o seis clados o tribus: Xenopini (a quien algunos autores tratan como subfamilia o hasta como familia separada), Berlepschiini, Pygarrhichadini, Furnariini, Philydorini y la presente Synallaxini, como adoptado por Aves del Mundo (HBW).
Otra alternativa, siguiendo al estudio de Ohlson et al. (2013), con base en diversos estudios genéticos anteriores, sería dividir a la familia Furnariidae en tres familias: Scleruridae,  Dendrocolaptidae, y la propia Furnariidae, con lo cual las cinco o seis tribus mencionadas tendrían el estatus de subfamilias.
El Comité Brasileño de Registros Ornitológicos (CBRO) adopta el concepto de división en tres familias, más Xenopidae, a partir de la Lista comentada de las aves de Brasil 2015, así como también la clasificación Avibase.

## Géneros
Siguiendo la secuencia filogenética adoptada por el SACC, la subfamilia agrupa los siguientes géneros:
- Premnoplex
- Margarornis
- Aphrastura
- Sylviorthorhynchus
- Leptasthenura
- Phacellodomus
- Hellmayrea
- Anumbius
- Coryphistera
- Asthenes
- Acrobatornis
- Metopothrix
- Xenerpestes
- Siptornis
- Roraimia
- Thripophaga
- Limnoctites
- Cranioleuca
- Pseudasthenes
- Spartonoica
- Pseudoseisura
- Mazaria
- Schoeniophylax
- Certhiaxis
- Synallaxis